# Sinfonía n.º 61 (Haydn)

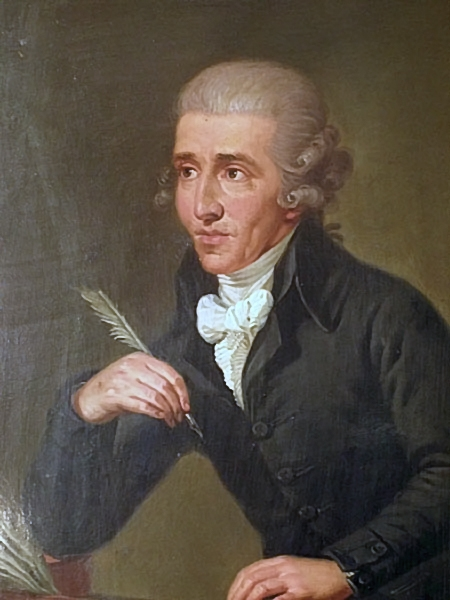
Haydn hacia 1770.

La Sinfonía n.º 61 en re mayor, Hob. I:61 fue compuesta por Joseph Haydn en 1776.

## Historia
La producción sinfónica del maestro austríaco puede dividirse a grandes rasgos en tres bloques temporales: el primer bloque (1757-1761) se corresponde con su periodo al servicio del conde Carl von Morzin (n.º 1 - n.º 5); el segundo bloque en la corte Esterházy (1761-1790 pero con la última sinfonía para el público de Esterházy en 1781); y el tercer bloque (1782-1795) comprende las Sinfonías de París (n.º 82 - n.º 87) y las Sinfonías de Londres (n.º 93 - n.º 104). El 1 de mayo de 1761 el compositor firmó su contrato como vice-kapellmeister (más tarde kapellmeister) de la familia Esterházy, que nominalmente duró 48 años, hasta su muerte.
La composición de esta pieza se desarrolló en 1776. Se conserva el manuscrito autógrafo fechado en ese año. El periodo Sturm und Drang de Haydn de finales de la década de 1760 y principios de la de 1770 produjo algunas de sus obras más memorables, como la Sinfonía n.º 45 de los adioses. A partir de entonces, el compositor fue menos prolífico como sinfonista, hasta cierto punto tanteando el camino que conduce a las Sinfonías de Londres (n.º 93-104), fuertemente caracterizadas y memorables, incluyendo joyas tan conocidas como la Sinfonía n.º 94 Sorpresa. Las obras de esta fase "intermedia" no han alcanzado la popularidad en las salas de concierto de sus rivales anteriores y posteriores. Pero siguen proporcionando dosis saludables de gratificante escucha, junto con ocasionales reminiscencias de cosas pasadas y pistas de cosas por venir. Tal es el caso de la Sinfonía n.º 61, que data del mismo año en que un heterogéneo grupo de colonias de la orilla occidental del Atlántico declararon su independencia de la Corona británica.

## Instrumentación
La partitura está escrita para una orquesta formada por:
- Viento madera: 1 flauta, 2 oboes y 2 fagotes.
- Viento metal: 2 trompas.
- Percusión: timbales.
- Cuerda: una sección de cuerdas con 2 violines, viola, violonchelo y contrabajo.

En cuanto a la participación del clavecín como bajo continuo en las sinfonías de Haydn existen diversas opiniones entre los estudiosos: James Webster se sitúa en contra; Hartmut Haenchen a favor; Jamie James en su artículo para The New York Times presenta diferentes posiciones por parte de Roy Goodman, Christopher Hogwood, H. C. Robbins Landon y James Webster. A partir de 2019 la mayor parte de las orquestas con instrumentos modernos no utiliza el clavecín como continuo. No obstante, existen grabaciones con clavecín en el bajo continuo realizadas por: Trevor Pinnock (Sturm und Drang Symphonies, Archiv, 1989-1990); Nikolaus Harnoncourt (n.º 6–8, Das Alte Werk, 1990); Sigiswald Kuijken (incluidas las Sinfonías de París y Londres; Virgin, 1988-1995); Roy Goodman (Ej. n.º 1-25, 70-78, 82-87; Hyperion, 2002).

## Estructura y análisis
La sinfonía consta de seis movimientos:
- I. Vivace, en re mayor 4
4
- II. Adagio, en la mayor 3
4
- III. Menuet. Allegretto – Trio, en re mayor 3
4
- IV. Finale. Prestissimo, en re mayor 6
8

La interpretación de esta obra dura aproximadamente entre 20 y 25 minutos. 

### I.Vivace
El primer movimiento, Vivace, está escrito en la tonalidad de re mayor, en compás de 4/4 y sigue la forma sonata. El movimiento de apertura se inicia con un acorde en forte, que da paso a un tema principal suavemente enérgico, interpretado primero por las cuerdas solas, y luego reiterado con adornos en los vientos. El segundo tema, a cargo de la flauta solista, va precedido de una figura de acompañamiento "cacareante" a cargo de los vientos, que presagia la posterior Sinfonía n.º 83 de la gallina de 1785. La sección de desarrollo también está protagonizada por la flauta solista y se cierra con un episodio en forte en modo menor, que evoca el Sturm und Drang, antes de la recapitulación final, en la que se vuelve a exponer el material temático principal. Está orquestado de una manera muy colorida. Particularmente notable es el segundo tema que empieza con oboes y fagots vibrantes mientras la flauta entra en un motivo cadencial. La coda de la exposición también presenta un acompañamiento vibrante con una escala cromática en las cuerdas.

### II.Adagio
El segundo movimiento, Adagio, está en la mayor y en compás de 3/4. El movimiento lento comienza con un aire a la vez suave e inquisitivo. A continuación una melodía de largo aliento en los violines, sobre un acompañamiento ondulante en las cuerdas graves, hace avanzar el movimiento. El otro tema principal de este movimiento es una figura descendente "suspirante" en los vientos, que más tarde reaparecería esencialmente sin cambios en la sección "Dios mío, Dios mío, ¿por qué me has abandonado?" de las Las siete últimas palabras de Cristo en la cruz del propio Haydn.

### III.Menuet. Allegretto– Trio
El tercer movimiento, Menuet. Allegretto – Trio, está en re mayor y en compás de 3/4. El solemne minueto no se aleja mucho de sus orígenes cortesanos. Pero es precisamente aquí donde aparece el Haydn "embaucador" de la Sinfonía Sorpresa, con una pausa de un compás de duración que interrumpe el avance del movimiento justo antes de la sección del trío central. Esta última sección está protagonizada por un oboe solista, que incluso llega a tocar una pequeña cadenza.

### IV.Finale.Prestissimo
El cuarto y último movimiento, Finale. Prestissimo, retoma la tonalidad inicial y el compás es 6/8. El bullicioso Finale es un breve rondó, en el que el tema inicial se repite a intervalos a modo de estribillo entre episodios contrastantes. Recordando los movimientos primero y segundo, el primero de esos episodios es imponente y se desarrolla en modo menor, mientras que el tema propiamente dicho está salpicado de descarados "chirridos" de los dos oboes. Un comentarista caracteriza acertadamente este movimiento como "un maravilloso resumen del juego entre lo cómico y lo lírico que impregna toda la sinfonía". El musicólogo Daniel Heartz ha notado el carácter de estilo de caza del movimiento final y la perfección de Haydn en el empleo del rondó comparado con sus primeras sinfonías.